# البترون

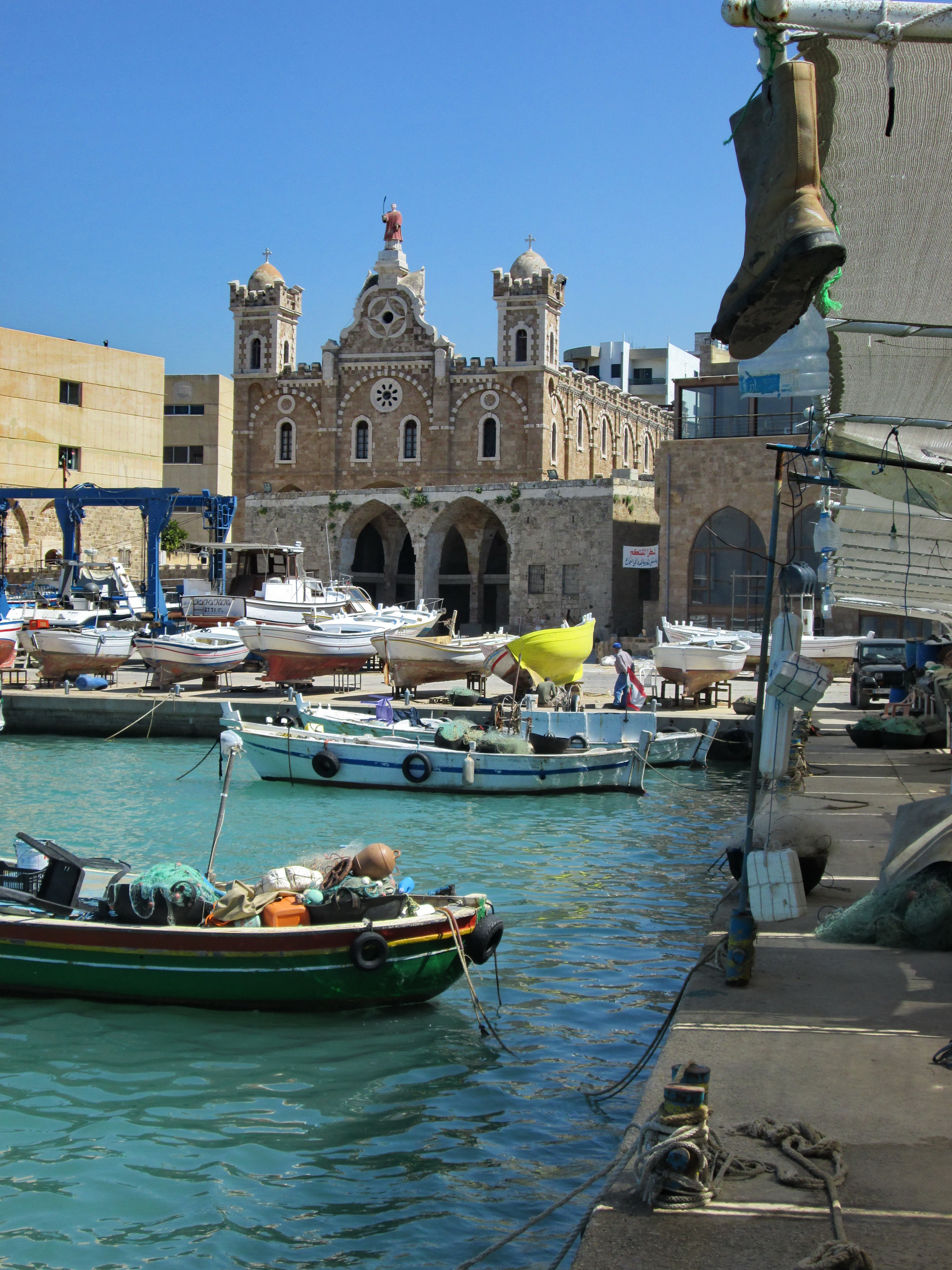
كنيسة ومرسى

البترون هي إحدى المدن اللبنانية من مدن قضاء البترون في محافظة الشمال. يمثلها حالياً في مجلس النواب اللبناني المنتخب عام 2009 النائبان من حزب القوات اللبنانية وكلاهما ينتميان إلى قوى 14 آذار. معظم سكان البترون من المسيحيين، ويتوزعون بين الموارنة والروم الملكيين والأرثوذكس الشرقيين، إلى جانب أقلية مسلمة.

## الموقع
تقع مدينة البترون على طريق طرابلس - بيروت الدولي، وتبعد عن مدينة طرابلس مسافة 30 كيلومتر بينما تبعد مسافة 50 كيلومتر إلى الشمال من العاصمة اللبنانية بيروت، ويربطها طريق الاوتوستراد السريع بجرود تنورين.

## لمحة تاريخية
تأسست مدينة البترون على أيدي الفينيقيين الذين أقاموا المدينة على الجانب الجنوبي من الرعن الذي كان يسمى في العصور القديمة الكلاسيكية ثيوبروسوبون، والذي عُرف في عهد حكم الإمبراطورية البيزنطية باسم كيب ليثوبروسوبون. وتقول بعض الروايات التاريخية إن مؤسس مدينة البترون هو إيثوبعل الأول ملك صور، الذي تزوجت ابنته إيزابيل (897-866 قبل الميلاد) من آخاب.
يذكر المؤرخ اللبناني أنيس فريحة في موسوعة أسماء المدن والبلدات اللبنانية أنّ اسم مدينة البترون اشتقّ من اللفظة السامية «بتر» التي تعني «الصخر» أو «الشاهر العالي»، وقد سُميت المدينة بذلك الاسم نظرًا لكثرة ما بها من صخور. ويُعارض المؤرخ جوزف إليان ذلك الرأي ويرى أن اسم المدينة مُشتق من كلمة «بوتريس» التي أطلقها اليونانيون على البلدة، والتي كانت تعني «عنقود العنب» بسبب أشجار الكروم التي كانت تغطي مساحات واسعة من حقول البلدة، بينما يعتقد الأبوان حبيقة وأرملة، وهما من المهتمين بالتاريخ اللبناني، أن اسم المدينة نشأ من دمج كلمتي «بيت» و«ترونا» للإشارة إلى محلة المقدم أو بيت الرئيس.
ظلت مدينة البترون تحت الحكم الروماني ضمن مقاطعة فينيقيا، ثُم أصبحت تابعة لبطريرك أنطاكية بعد أن تم تحول المنطقة إلى المسيحية. ارتبطت مدينة البترون بأسماء ثلاثة أساقفة من الروم الأرثوذكس قيل أنهم جاءوا من البلدة، وهم برفيريوس عام 451، وإلياس حوالي 512، واسطفانوس عام 553، تقول بعض الآراء أن الكرسي الرسولي للروم الأرثوذكس كان موجودًا في مدينة البترون منذ القرن العاشر الميلادي عندما كانت المدينة تسمى بترونيون، قبل أن يتم تعريب الاسم ويتحول إلى البترون بعد مجيء الفتوحات الإسلامية للمنطقة.
تعرّضت مدينة البترون في 9 يوليو/تموز عام 551م لزلزال مدمر تسبب في تصدع كيب ليثوبروسوبون، كما تسبب أيضًا في إحداث انهيارات طينية بالمنطقة، ويعتقد المؤرخون أن مرفأ البترون الطبيعي الكبير قد تشكل بفعل الزلزال. تسبب الزلزال في تدمير القلعة الفينيقية التي أقامها في البلدة ملك صور إيتوبعل الأول خلال القرن التاسع قبل الميلاد لحماية مملكته من غزو الأشورييين، قبل أن يُعيد سكان البلدة تشييدها بطريقة عشوائية.
استولى الصليبيون على مدينة البترون في عام 1104 من ضمن مقاطعة طرابلس، وظلت كذلك إلى أن انتزعها منهم المماليك في عام 1289. سيطر العثمانيون على البلدة بعد ذلك فأصبحت جزءًا من متصرفة لبنان ومقرًا للأبرشية المارونية التابعة لبطريركية أنطاكية الكاثوليكية المارونية.

## الاقتصاد
أصبح اقتصاد مدينة البترون يعتمد في الآونة الأخيرة على عائدات الخدمات الترفيهية كالنوادي الليلية والحانات والمطاعم والمتاجر وغير ذلك، وقد أدى الزحف العمراني المتسارع إلى تدمير الأراضي الطبيعية المزروعة بأشجار الصنوبر وبساتين البرتقال مما سبب ارتفاعًا هائلًا في أسعار الأراضي خاصة في مناطق وسط المدينة، فلجأ الأهالي إلى الإقبال على سكن ضواحي المدن الناشئة مثل منطقة البترون الجديدة، وتلال البترون، وبسبينا.

## المعالم السياحية

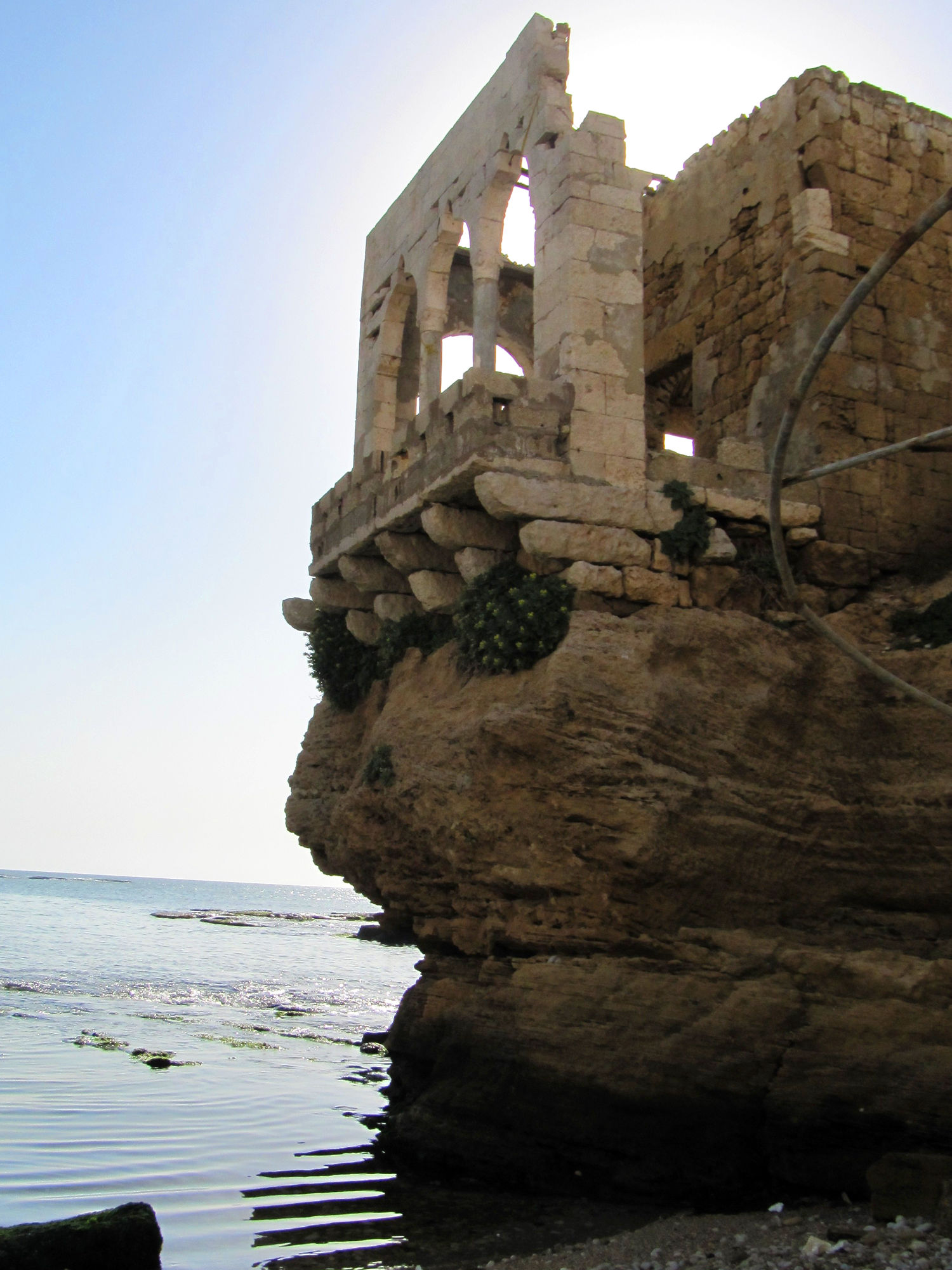
أطلال مقعد المير على الشاطئ الصخري لمدينة البترون

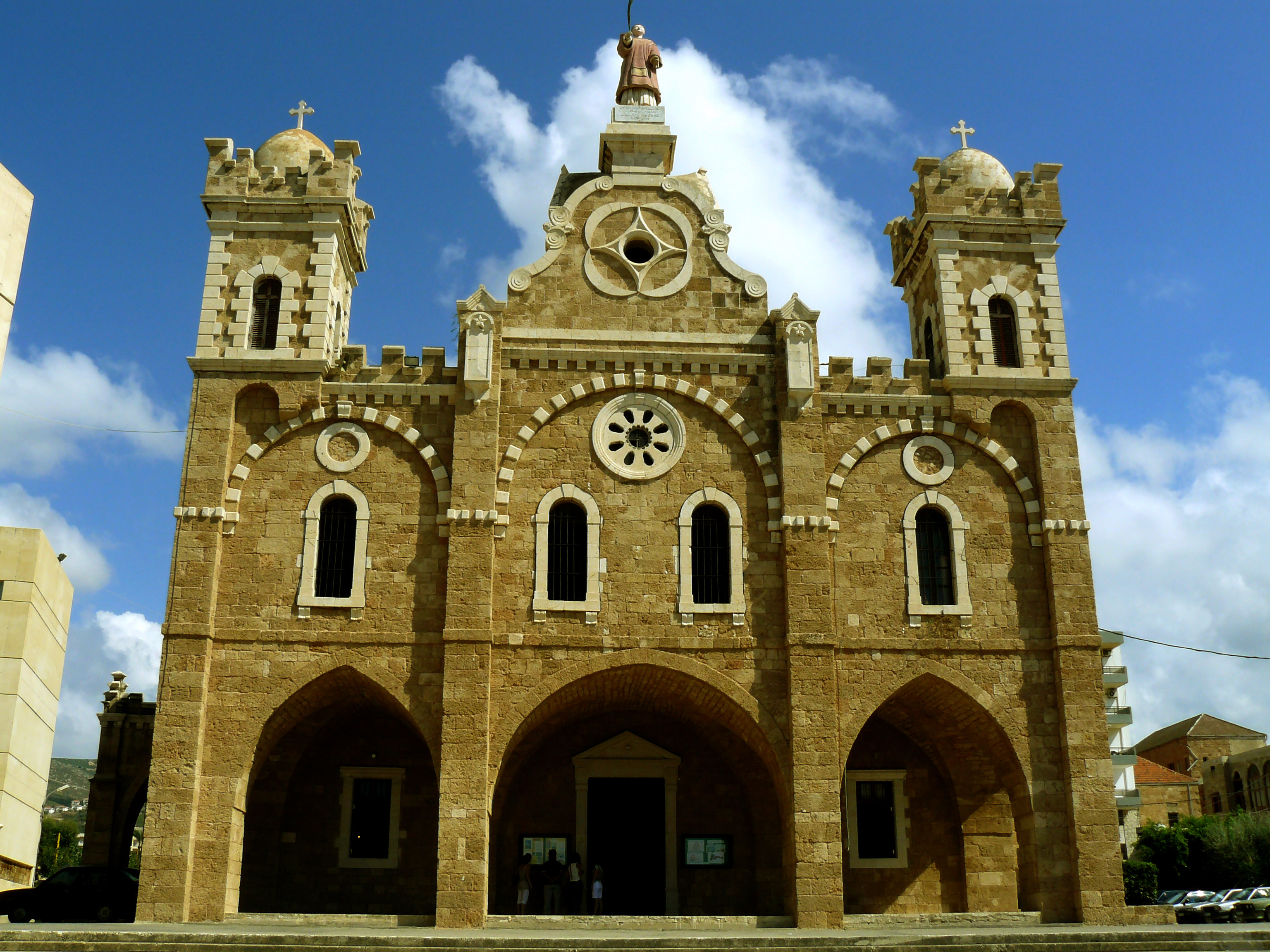
كاتدرائية مار اسطفان في مدينة البترون

تُعد مدينة البترون واحدة من المقاصد سياحيّة الرئيسيّة في محافظة شمال لبنان، حيث تضم المدينة عددًا من الكنائس المارونية والأرثوذكسية اليونانية التاريخية مثل كاتدرائية مار اسطفان التي تُعتبر واحدة من أكبر الكنائس في لبنان، ويعود تاريخ تشييدها إلى عام 1910، وقد بُنيت في مكان كنيسة قديمة بحيث تطُل على ميناء المدينة وتميزت بطراز يمزج ما بين الطراز المعماري البيزنطي والروماني، وبالقرب من كاتدرائية مار اسطفان تقع كنيسة مار جرجس للروم الأرثوذكس التي بُنيت على الطراز المعماري البيزنطي في عام 1867، وتضم المدينة أيضًا كنيسة سيدة البحر التي يعود تاريخ تأسيسها إلى عام القرن التاسع عشر، وكنيسة سيدة الساحة التي شُيّدت في عام 1898.
كما تحتوي المدينة أيضًا العديد من الحانات والنوادي الليلية ممّا يجعل منها منتجعًا شاطئيًا رئيسيًا يتمتع بأنشطة ليلية نابضة بالحياة، وقد اشتهرت مقاهي ومطاعم مدينة البترون وخاصة تلك الموجودة في شارعها الرئيسي منذ أوائل القرن العشرين ببيع عصير الليمون الطازج الذي يأتي من بساتين الحمضيات المُحيطة بالبلدة.

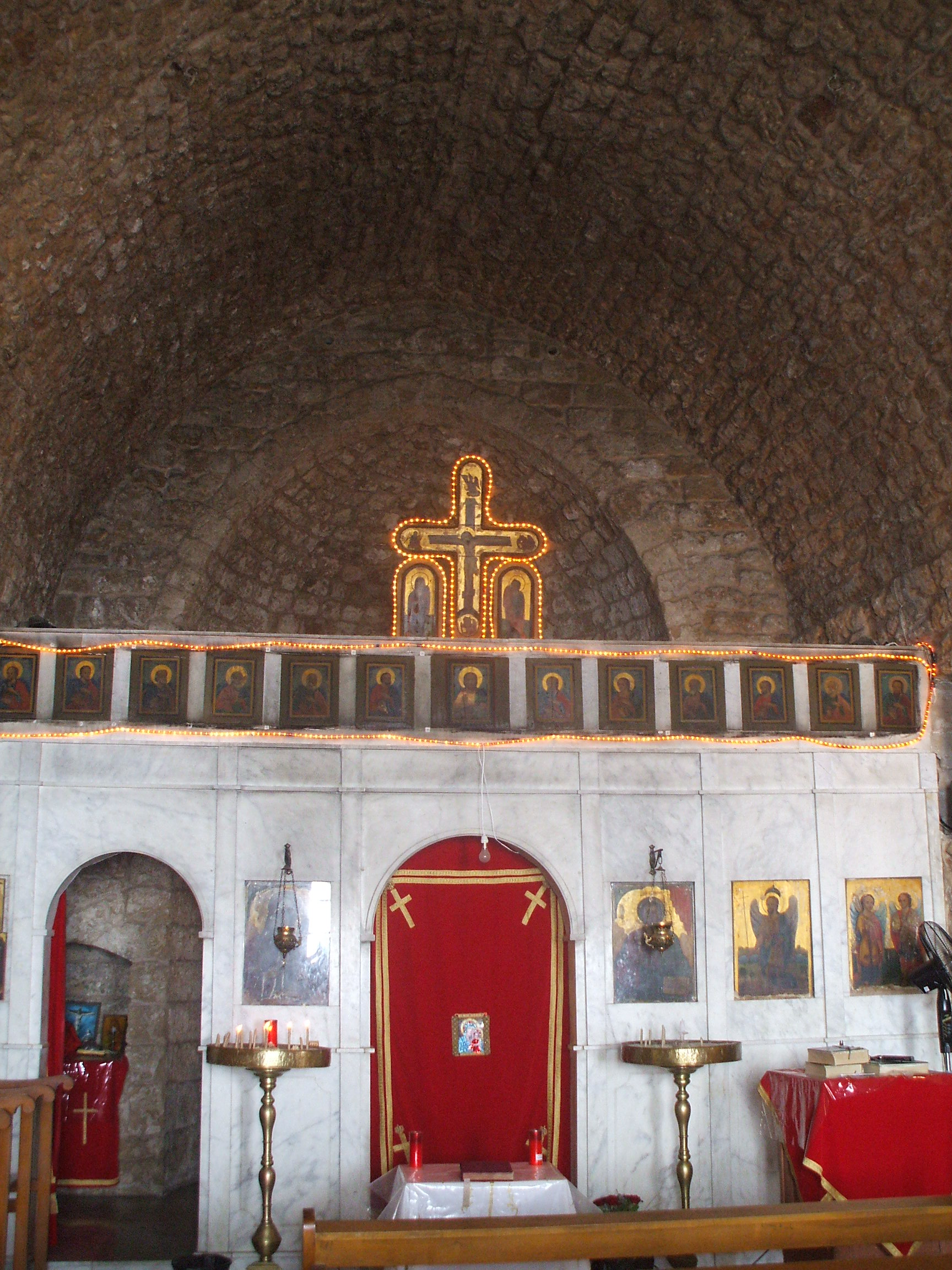
سيدة البحر

وتُعتبر قيادة الدراجات على طول ساحل البترون بمثابة نشاط ترفيهي رئيسيّ في المدينة وبالتحديد خلال أواخر أيام الصيف.
تضم مدينة البترون كذلك عددًا من المعالم والمواقع الأثرية مثل جدار البحر القديم، وشاطئ البحصة، ومقعد المير، والسوق القديم، وقلعة المسيلحة التي شيدها الصليبيون. يمتد تاريخ السوق القديم في البترون إلى نهايات القرن التاسع عشر، وقد بُنيت جدرانه بالحجر البتروني الرملي وبالعقود المتصالبة والسريرية، والتي جعلت منه واحدًا من أجمل الأسواق التاريخية في لبنان. وتُعدّ قلعة المسيلحة واحدة من أهم المواقع الأثرية في مدينة البترون، وهي قلعة بُنيت على تلة صخرة ضخمة منعزلة ذات جوانب شديدة الانحدار تبرز في وسط سهل تحيط به الجبال.
كان السور الفينيقي بمثابة حاجز طبيعي وقف في وجه الغزاة والعواصف الآتية من البحر على مدار تاريخ البلدة، وهو سور يبلغ طوله 225 مترًا، وارتفاعه نحو 5 أمتار، ويتراوح عرضه ما بين 1-1.5 متر. نشأ السور الفينيقي في الأصل من كثبان رملية تحجرت في مطلع الطور الجيولوجي الرابع قبل ما يقرب من مليون عام تقريبًا، واقتُطعت منها الكثير من الصخور الصخور الرملية الصلبة لكي تُستخدم في أعمال البناء حتى اتخذت الشكل الحالي لها. وفي جهة الجنوب الشرقي من السور الفينيقي يقع مقعد المير، وهو عبارة عن صخرة هائلة الحجم نُحت فيها من جهة الغرب باب ودرج يصعد بالزائر إلى السطح الصخري.

## الاحتفالات والفعاليات
تشهد مدينة البترون على مدار العام إقامة عدد من الاحتفالات والفعاليات مثل مهرجان البترون الصيفي السنوي وقداس البحر وعيد الليموناضة.

### مهرجان البترون الصيفي السنوي
تأسس مهرجان البترون الدولي في عام 2009، ومنذ ذلك الحين بدأت مدينة البترون في استضافة كبار الفنانين المحليين والعالميين بالتزامن مع إقامة المهرجان في شهر يوليو/تموز أو أغسطس/آب من كل عام في منطقة المرفأ القديم.

### قداس البحر
يُقام قداس البحر على شاطئ البحر بمدينة البترون في يوم الأحد الأول من شهر يوليو/تموز من كل عام، حيث يستقل المُشاركين في القداس قاربًا للصيد وينثرون الزهور في عرض البحر على أرواح البحارة الذين غرقوا في البحر في استدعاء لتقليد وثني قديم كان يُمارس منذ قرون مضت.

## المعاهد ومراكز الأبحاث
تضم مدينة البترون معهد علوم البحار، وهو مركز بحثي يُعنى بالدراسات البحرية وعلوم البحار وقياس مدى تلوّث مياه البحر في المنطقة.

## توأمة
لالبترون اتفاقيات توأمة مع:
- فالانس

## أعلام
- القديسة رفقا
- جوزيف عطية
- ميشال جرجي سليمان
- جورج خباز